# Onthophagus annoyeri
Onthophagus annoyeri là một loài bọ cánh cứng trong họ Bọ hung (Scarabaeidae).